# Joy Bryant
Joy Bryant (Nueva York, 18 de octubre de 1974) es una actriz y modelo estadounidense, reconocida por aparecer en numerosas películas y series de televisión desde que comenzó su carrera en 2001.

## Biografía
Nacida y criada en el Bronx de Nueva York, Bryant obtuvo una beca para la Universidad de Yale al finalizar la escuela secundaria. Empezó a modelar a mediados de la década de 1990, apareciendo en anuncios de marcas como Ralph Lauren, Tommy Hilfiger, Gap y Victoria's Secret. Debutó en el cine en 2001 con Carmen: A Hip Hopera.
Un año después apareció en la película de Denzel Washington Antwone Fisher: el triunfo del espíritu (2002). Acto seguido interpretó un papel recurrente en la serie ER de la cadena NBC. Sus créditos de cine posteriores incluyen la película de terror The Skeleton Key y el drama Get Rich or Die Tryin' (ambos de 2005), y el drama histórico Bobby (2006).
En 2010 fue escogida para interpretar el papel de Jasmine Trussell en el drama familiar de la NBC Parenthood, permaneciendo en la serie durante seis temporadas hasta el año 2015.

## Filmografía

### Cine
| Año  | Título                                   | Papel           |
| ---- | ---------------------------------------- | --------------- |
| 2001 | Carmen: A Hip Hopera                     | Nikki           |
| 2002 | Kite                                     | Madre de Shane  |
| 2002 | Showtime                                 | Lexi            |
| 2002 | Antwone Fisher                           | Cheryl Smolley  |
| 2003 | How to Get the Man's Foot Outta Your Ass | Priscilla       |
| 2003 | Honey                                    | Gina            |
| 2004 | Three Way                                | Rita Caswell    |
| 2004 | Spider-Man 2                             | Mujer en la red |
| 2004 | Haven                                    | Sheila          |
| 2005 | The Skeleton Key                         | Jill Dupay      |
| 2005 | London                                   | Mallory         |
| 2005 | Get Rich or Die Tryin'                   | Charlene        |
| 2006 | Bobby                                    | Patricia        |
| 2007 | The Hunting Party                        | Novia de Duck   |
| 2008 | Welcome Home Roscoe Jenkins              | Bianca Kittles  |
| 2011 | The Chicken Shack                        | Alicia          |
| 2012 | Hit and Run                              | Neve Tatum      |
| 2014 | About Last Night                         | Debbie Sullivan |

### Televisión
| Año       | Título               | Papel                 | Notas            |
| --------- | -------------------- | --------------------- | ---------------- |
| 2003–04   | ER                   | Valerie Gallant       | 3 episodios      |
| 2008      | Entourage            | Ella misma            | 1 episodio       |
| 2010–15   | Parenthood           | Jasmine Trussell      | 103 episodios    |
| 2011      | Love Bites           | Angie                 | 2 episodes       |
| 2015–17   | Rosewood             | Dra. Erica Kincaid    | 7 episodios      |
| 2015      | The Advocate         | Dra. Ryan Clarke      | Telefilme        |
| 2016      | Good Girls Revolt    | Eleanor Holmes Norton | 10 episodios     |
| 2017      | What Would Diplo Do? | Chandra               | 1 episodio       |
| 2017      | Girls                | Marlowe               | 1 episodio       |
| 2018      | Ballers              | Jayda Crawford        | 6 episodios      |
| 2019      | Trinkets             | Lori Foster           | 6 episodios      |
| 2020–2021 | For Life             | Marie Wallace         | Papel recurrente |